# Matelea barrosiana
Matelea barrosiana är en oleanderväxtart som beskrevs av J. Fontella Pereira. Matelea barrosiana ingår i släktet Matelea och familjen oleanderväxter. Inga underarter finns listade i Catalogue of Life.